# Slunj
Slunj (starohrvaško Slovin grad) je mesto in občina s statusom mesta (hrv. Grad Slunj) na Hrvaškem v Karlovški županiji. Ima okoli 1.600 prebivalcev, občina oz. upravno območje mesta pa okoli 4.000. Izrazita je depopulacija.
Slunj je središče zgodovinske pokrajine Kordun in leži na bregovih rečice Slunjčice ob cesti Karlovec-Plitvička jezera na nadmorski višini 256 m. Od Karlovca je oddaljeno 56 km. V kraju stoji gotska župnijska cerkev Svetega Trojstva, v kateri hranijo več baročnih predmetov in odlomek nagrobne plošče z grbom Frankopanov.

## Demografija
| Pregled števila prebivalcev po letih | Pregled števila prebivalcev po letih | Pregled števila prebivalcev po letih | Pregled števila prebivalcev po letih | Pregled števila prebivalcev po letih | Pregled števila prebivalcev po letih | Pregled števila prebivalcev po letih | Pregled števila prebivalcev po letih | Pregled števila prebivalcev po letih | Pregled števila prebivalcev po letih | Pregled števila prebivalcev po letih | Pregled števila prebivalcev po letih | Pregled števila prebivalcev po letih | Pregled števila prebivalcev po letih | Pregled števila prebivalcev po letih |
| ------------------------------------ | ------------------------------------ | ------------------------------------ | ------------------------------------ | ------------------------------------ | ------------------------------------ | ------------------------------------ | ------------------------------------ | ------------------------------------ | ------------------------------------ | ------------------------------------ | ------------------------------------ | ------------------------------------ | ------------------------------------ | ------------------------------------ |
| 1857                                 | 1869                                 | 1880                                 | 1890                                 | 1900                                 | 1910                                 | 1921                                 | 1931                                 | 1948                                 | 1953                                 | 1961                                 | 1971                                 | 1981                                 | 1991                                 | 2001                                 |
| 225                                  | 494                                  | 555                                  | 654                                  | 781                                  | 833                                  | 671                                  | 1078                                 | 683                                  | 1051                                 | 1249                                 | 1705                                 | 1968                                 | 2026                                 | 1776                                 |